# 歷史地圖
历史地图，指记录一个区域历史上某个时期的环境、政治、民族、文化、军事和行政区划、边界等的专题地图，与普通地图试图一般记录最新和当前最准确的信息的目的有显著的区别。历史地图对于历史学、地理学、地质学和历史地理学等有相当重要的价值。

## 知名历史地图集
- 《中国历史地图集》
- 《泰晤士世界歷史地圖集》

## 外部連結
- AtlasOfWorldHistory.com 免費的世界歷史動畫學習軟件 （页面存档备份，存于）